# Plusiodonta ionochrota
Plusiodonta ionochrota là một loài bướm đêm trong họ Noctuidae.